# Campionati mondiali di pentathlon moderno 1991
I campionati mondiali di pentathlon moderno 1991 si sono svolti a San Antonio, negli Stati Uniti d'America, dove si sono disputate le gare maschili individuali ed a squadre, ed a Sydney, in Australia, dove si sono disputate le gare femminili individuali ed a squadre.

## Risultati

### Maschili
| Evento              | Oro                                                                | Argento                                                         | Bronzo                                                  |
| Individuale         | Arkadiusz Skrzypaszek                                              | Peter Steinmann                                                 | Ádám Madaras                                            |
| A squadre           | Unione Sovietica Ėduard Zenovka German Juferov Aleksandr Borisenko | Polonia Arkadiusz Skrzypaszek Dariusz Goździak Maciej Czyżowicz | Ungheria Ádám Madaras László Fábián Attila Mizsér       |
| Staffetta a squadre | Ungheria László Fábián Ádám Madaras Attila Kálnoki Kis             | Polonia Dariusz Mejsner Maciej Czyżowicz Dariusz Goździak       | Germania Pawel Olschewski Nico Motchebon Ulrich Czermak |

### Femminili
| Evento              | Oro                                              | Argento                                                    | Bronzo                                                         |
| Individuale         | Eva Fjellerup                                    | Caroline Delemer                                           | Cristina Minelli                                               |
| A squadre           | Polonia Dorota Idzi Anna Sulima Iwona Kowalewska | Italia Cristina Minelli Barbara Boccolari Emanuela Gabella | Francia Caroline Delemer Sophie Moressée Nathalie Hugenschmitt |
| Staffetta a squadre | Polonia Dorota Idzi Anna Sulima Iwona Kowalewska | Italia Cristina Minelli Barbara Boccolari Emanuela Gabella | Svezia Anne Sundell Agneta Flygare Kerstin Danielsson          |

## Medagliere
| Posizione | Paese            |   |   |   | Totale |
| --------- | ---------------- | - | - | - | ------ |
| 1         | Polonia          | 3 | 2 | 0 | 5      |
| 2         | Ungheria         | 1 | 0 | 2 | 3      |
| 3         | Danimarca        | 1 | 0 | 0 | 1      |
| 4         | Unione Sovietica | 1 | 0 | 0 | 1      |
| 5         | Italia           | 0 | 2 | 1 | 3      |
| 6         | Francia          | 0 | 1 | 1 | 2      |
| 7         | Svizzera         | 0 | 1 | 0 | 1      |
| 8         | Germania         | 0 | 0 | 1 | 1      |
| 8         | Svezia           | 0 | 0 | 1 | 1      |
| Totale    | Totale           | 6 | 6 | 6 | 18     |